# ویکسن
ویکسن (به انگلیسی: Vixen) یک انیمیشن سریالی اینترنتی است که از ۲۵ اوت ۲۰۱۵ بر پلت فرم آنلاین شبکه سی‌دابلیو عرضه شد.

این انیمیشن بر اساس شخصیت کمیک های دی سی ، ماری مک کیب ساخته شده است.وی یک ابر قهرمان است که با جرائم مبارزه میکند و با توتم به خصوصی که دارد میتواند توانایی و قدرت هر حیوانی را تقلید و جذب کند.

## فصل اول
ماری مک کیب دختری است که در دوران نوزادی روستایش آتش گرفت و مادر پدرش در همین حادثه مردند اما او گردنبندی به ارث برد که با آن می‌توانست قدرت های حیوانات را داشته باشد. وقتی بزرگ شد با پدر خوانده اش زندگی می‌کرد.او از گردنبندش در راه درستی استفاده نمی‌کرد تا اینکه یک روز  خواهرش او را دزدید تا گردنبند را بگیر و او را بکشد اما ماری او را شکست داد. ماری به کمک فلش و ارو یک اسم ابرقهرمانی برای خودش انتخاب این اسم ویکسن بود و از آن رو به بعد او به یک قهرمان تبدیل شد.

## فصل دوم
ماری فهمید که توتم آتش از موزه به سرقت رفته و دنباله ی این داستان را گرفت و با مردی به نام اشل روبرو شد اشل توتم آتش را دزدیده بود. ماری فهمید که اشل روستایش را در کودکی آتش زده تا توتم هارا بگیرد. ماری می‌فهمد تنها راه مقابله با  اشل توتم آب است او با خواهرش آشتی میکند و با او به دنبال توتم آب می‌روند اما خواهرش توتم آب را مال خودش می‌کند. ولی ماری او را راضی می‌کند که به اشل بجنگد. ماری اشل را شکست می‌دهد ولی خواهرش می‌میرد.

## بازیگران

تصویری از کماندار سبز ، فلش و ویکسن

- مگالین اچیکاوکی[۳] در نقش ماری مک کیب/ویکسن
- کیمبرلی بروکس در نقش ماری مک کیب جوان
- نیل فلین[۴] در نقش چاک ، ناپدری ماری
- کاری ورر در نقش پتی ، نامادری مردهٔ ماری
- سین پاتریک توماس در نقش پروفسور مکسالیستر ، یک استاد دانشگاه تحت استخدام کیوزا
- آنیکا نونی رز در نقش کیوزا ، خواهر بزرگتر ماری
- کارلوس والدس در نقش سیسکو رامون ، یک مهندس مکانیک در آزمایشگار استار
- گرانت گاستین در نقش بری آلن/فلش ، یک ابرقهرمان سنترال سیتی
- استیون امل:[۵] در نقش اولیور کویین/کماندار ، یک شورشی استارلینگ سیتی
- امیلی بت ریکاردز[۶] در نقش فیلیسیتی اسموک ، دوست و همراه اولیور کویین
- کیتی کسیدی[۷] در نقش لورل لنس/قناری سیاه ، یکی از اعضای تیم کماندار

صداپیشه ی دیگر صدا های اضافی نیز کوین مایکل ریچاردسون و فرد تاتاشیوره هستند.